# Мыканова, Кайша
Кайша Мыканова (Миханова) (каз. Қайша Мықанова (Миханова), 1907 год, Жалпактал, Уральская область, Российская империя — 1980 год, Жалпактал, Казталовский район, Уральская область, Казахская ССР, СССР) — колхозница, старший чабан. Герой Социалистического Труда (1958). Депутат Верховного Совета СССР 6-го созыва. Заслуженный мастер животноводства Казахской ССР.

## Биография
Родилась в 1907 году в ауле Жалпактал Уральской области, Российская империя. С 1944 года работала чабаном в Фурмановском овцеводческом колхозе. В 1946 году была назначена старшим чабаном колхоза. В 1964 году вышла на пенсию.
За время своей работы старшим чабаном в колхозе Кайша Мыканова ежегодно с 1944 года по 1963 год выращивала по 110—120 ягнят от каждой сотни овцематок. В 1958 году звания Героя Социалистического Труда «за выдающиеся успехи, достигнутые в деле развития овцеводства, увеличения производства и сдачи государству мяса, шерсти и шкурок каракуля в 1957 году, и широкое применение в практике своей работы достижений науки и передового опыта».
В 1962 году была избрана депутатом Верховного Совета СССР 6 созыва.
Скончалась в 1980 году в посёлке Жалпактал.

## Награды
- Герой Социалистического Труда — Указом Президиума Верховного Совета от 29 марта 1958 года.
- Орден Ленина (1958);
- Орден Трудового Красного Знамени.

## Память
- Именем Кайши Михановой названа улица в Уральске;
- В Жалпактале установлен памятник, посвящённый Кайши Мыктановой[2].